# Боралдай (Байдибекский район)
Боралдай (каз. Боралдай) — село в Байдибекском районе Туркестанской области Казахстана. Административный центр Боралдайского сельского округа. Находится на реке Боралдай примерно в 36 км к юго-востоку от районного центра, села Шаян. Код КАТО — 513645100.

## Население
В 1999 году население села составляло 2903 человека (1463 мужчины и 1440 женщин). По данным переписи 2009 года, в селе проживало 2967 человек (1482 мужчины и 1485 женщин).